# Lymantria miniata
Lymantria miniata är en fjärilsart som beskrevs av Grunb. 1907. Lymantria miniata ingår i släktet Lymantria och familjen tofsspinnare. Inga underarter finns listade i Catalogue of Life.